# Château de Châteauneuf-d'Ille-et-Vilaine
Pour les articles homonymes, voir Château de Châteauneuf.
Le château de Châteauneuf-d'Ille-et-Vilaine est un château situé dans la commune de Châteauneuf-d'Ille-et-Vilaine ainsi qu'en partie dans la commune de Saint-Père, dans le département français d'Ille-et-Vilaine, région Bretagne.

## Situation
Construit sur un promontoire rocheux dominant les anciens marais de la vallée de la Rance à l’ouest et ceux de Saint-Coulbant à l’est, le château de Chateauneuf d’Ille-et-Vilaine contrôlait le passage étroit reliant au Moyen Âge Rennes à Saint-Malo.

## Historique
La première mention d’un château à cet emplacement apparaît au XIe siècle. A cette époque des conflits opposait Eon de Penthièvre, son neveu Conan II de Bretagne et Guillaume le Conquérant. Le château eut probablement un rôle lors de ces conflits.
Au XIIe siècle, le château, dénommé alors Castellum de Noës, comportait un donjon rectangulaire et était entouré de plusieurs mottes castrales (la Basse Motte, la Haute Motte, la Motte Bily sur la commune de Saint-Père). Le donjon de type anglo-normand, disparu aujourd’hui, aurait été édifié sous l’autorité de Henri Ier roi d’Angleterre et duc de Normandie avec l’accord de Conan III (influence du pouvoir anglo-normand en Bretagne),.
À partir de 1440, la famille Rieux (seigneurs du comté de Chateauneuf) fait évoluer le site. Adjoint au donjon rectangulaire, trois tours rondes, un fossé et une levée de terre constituent maintenant les moyens de défense du château. Seule la tour nord est encore visible. Le donjon et les deux autres tours ont totalement disparu.
En 1548, Jean de Rieux (1507-1563), fils de Jean IV de Rieux, fait de l’ancien château défensif son lieu de résidence. La chapelle seigneuriale, actuelle église Saint-Nicolas, est réaménagée (deux nouvelles chapelles sont construites, de part et d’autre de la nef).
Durant les guerres de la Ligue, le château est occupé par les troupes du duc de Mercoeur et repris en 1592 par Henri IV.
En 1594, le château est détruit sur ordre du roi Henri IV.
La famille Rieux décide néanmoins de rebâtir un nouveau château, Thomas Poussin, architecte, aurait été l’artisan de cette reconstruction.
En 1625, Guy II de Rieux fait construire un nouveau bâtiment mieux adapté au confort de l’époque, il s’agit du petit château visible depuis l’église Saint-Nicolas, bâtiment précurseur des malouinières qui se multiplieront dans la région au XVIIIe siècle.
Au XVIIIe siècle, l’armateur Etienne-Auguste Baude de la Vieuville (1713-1794) devient propriétaire du site. Il y entreprend d’énormes travaux. Il démolit l’enceinte fortifiée à l’exception de la tour nord et construit deux nouveaux corps de bâtiment encadrant les vestiges de l’ancienne forteresse. A l’ouest, il fait réaliser un vaste parc à la française dont on peut voir le plan sur les anciennes cartes d’état-major et sur le cadastre de 1809. Il comportait une grand étang de 3300 m2 dénommé le Miroir, un grand canal long de 580 m et plusieurs autres étangs. Une partie de ces jardins et les bâtiments sont classés au titre des monuments historiques depuis le 2 octobre 1992,.

## Description et architecture

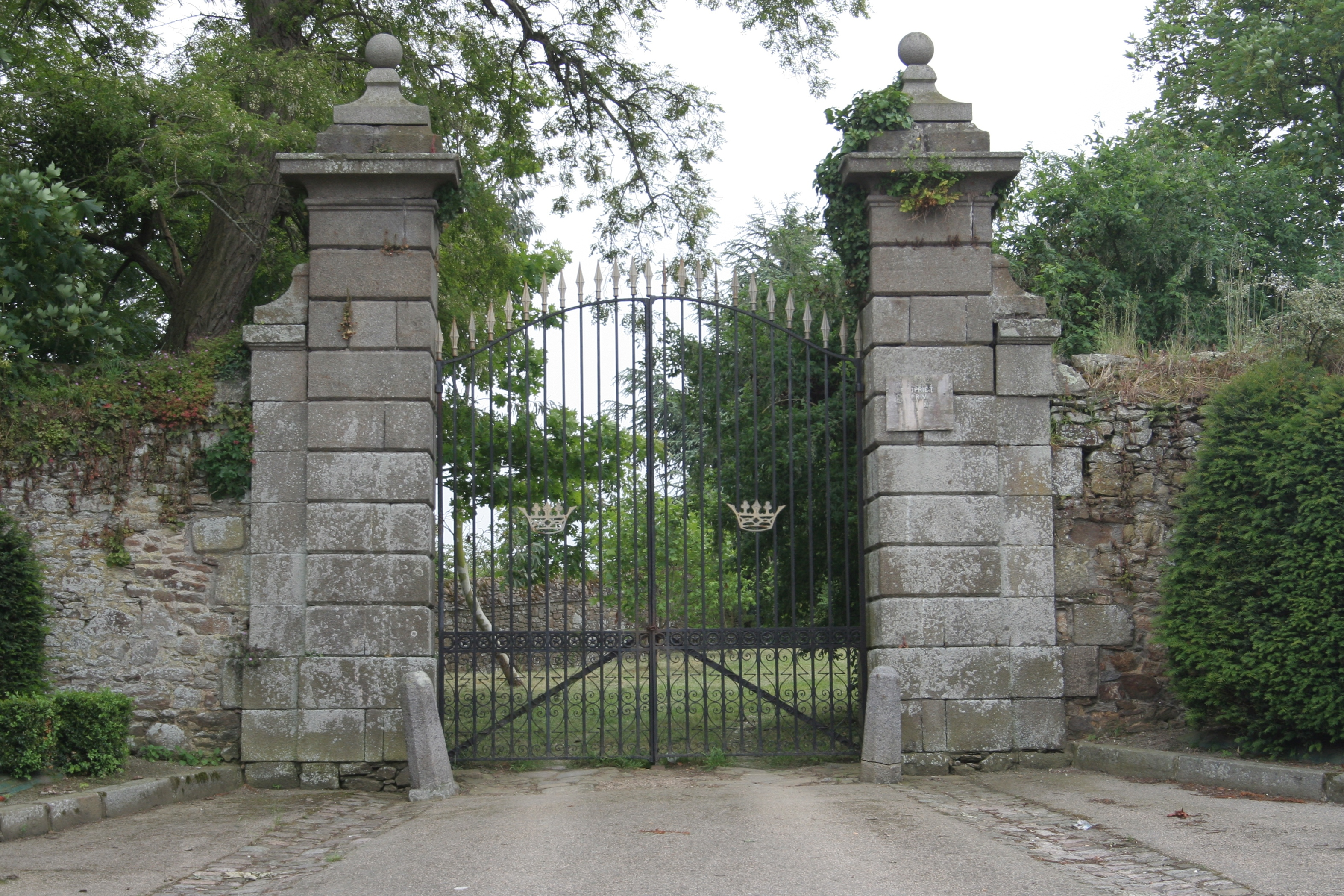
Entrée.